# Cratere Dacono
Dacono  è un cratere sulla superficie di Marte.